# Nicolaas G. Pierson Foundation
De Nicolaas G. Pierson Foundation (NGPF) is het wetenschappelijk bureau van de Partij voor de Dieren (PvdD). Het doel van NGPF is het verrichten van wetenschappelijk onderzoek en het verbreden van kennis en bewustzijn over vraagstukken van maatschappelijk belang, in het bijzonder met betrekking tot de kernthema’s van dierenwelzijn, dierenrechten, duurzaamheid en natuur. In januari 2022 nam Marianne Thieme het directeurschap over van Karen Soeters om in april 2023 opgevolgd te worden door Vera Sýkora.
Het wetenschappelijk bureau is vernoemd naar econoom en ondernemer Niek Pierson (1953-2007), een belangrijke geldschieter van de PvdD.
De NGPF is onder meer bekend van de documentaires Meat the Truth over de impact van de veehouderij op klimaatverandering, Sea the Truth over overbevissing, De Haas in de Marathon, over tien jaar Partij voor de Dieren, One Single Planet en #Powerplant waarin de kansen voor een plantaardige samenleving worden onderzocht.

## Publicaties
| jaar | naam                                                                         | soort publicatie   |
| ---- | ---------------------------------------------------------------------------- | ------------------ |
| 2007 | Meat the Truth                                                               | documentaire       |
| 2008 | Zonne-energie op Schiphol                                                    | notitie            |
| 2010 | De echte prijs van vlees                                                     | rapport            |
| 2010 | Sea the Truth                                                                | documentaire       |
| 2010 | Meat the Truth: Essays on Livestock Farming, Sustainability & Climate Change | boek               |
| 2011 | Dialoog Megastallen                                                          | rapport            |
| 2011 | Onverdoofd slachten                                                          | korte documentaire |
| 2011 | Onverdoofd slachten: koosjere slacht                                         | korte documentaire |
| 2012 | Nederlandse financiering van megastallen in het buitenland                   | rapport            |
| 2013 | Sea the Truth: Essays on Overfishing, Pollution & Climate Change             | boek               |
| 2013 | De Haas in de Marathon                                                       | documentaire       |
| 2014 | Royal Bank of Scotland en de Nederlandse overheid                            | rapport            |
| 2015 | Meat. The Future                                                             | boek               |
| 2015 | One Single Planet                                                            | documentaire       |
| 2016 | De echte prijs van melk                                                      | rapport            |
| 2016 | Megastallen en Dierenleed (Oekraïne)                                         | animatie           |
| 2018 | Zoönosen                                                                     | serie animaties    |
| 2019 | #Powerplant                                                                  | documentaire       |
| 2019 | Carnivoor? Geef het door!                                                    | animatie           |
| 2019 | Deskundigen spreken over onverdoofd slachten                                 | interviews         |